# 钱店镇
钱店镇为河南省周口市郸城县辖下镇，是一个典型的农业乡镇，位于郸城县城南10公里处，全镇拥有一条迄今为止郸城县唯一的一条省道“商临公路”，而小镇就是依靠省道而建而繁华起来，在镇中心南方，有一条蔡河贯穿全镇。全镇辖27个行政村，430个村民组，1.8万个农户，8.5万人，8.7万亩耕地。

## 行政区划
钱店镇下辖以下地区：
钱店村、大庄村、胡楼村、东魏村、孙堂村、杨寨村、张寨村、王楼村、后胡庄村、任庄村、张湾村、梁吴村、瓦岗村、姚庄村、陶营村、孔庙村、魏集村、常庄村、刘寨村、王君庄村、陈庄村、胡庄村、候集村、大冯村、杨集村、朱寨村和罗米庄村。